# Patrística

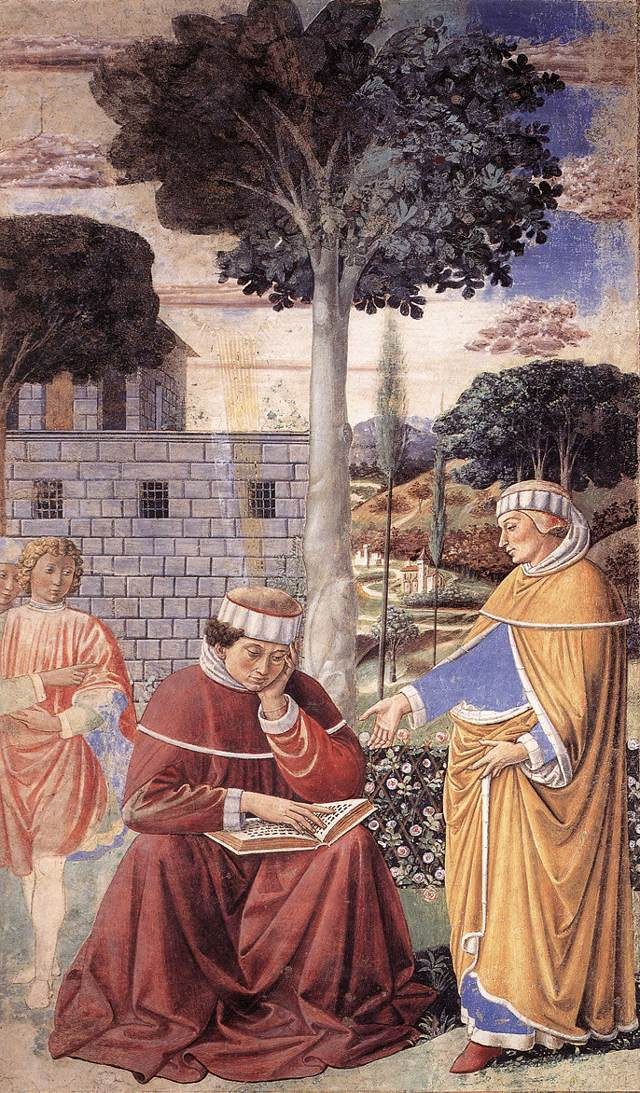
La conversio de Sant Agustí.

La patrística és la fase en la història de l'organització i la teologia cristianes que abasta des de la fi del cristianisme primitiu, amb la consolidació del cànon neotestamentari, fins al voltant del segle viii. A més de l'elucidació progressiva del dogma cristià, la patrística es va ocupar sobretot de l'apologia o defensa del cristianisme davant de les religions paganes primerament i les successives interpretacions heterodoxes que donarien lloc a les heretgies després. El seu nom deriva dels pares de l'Església, els teòlegs la interpretació dels quals dominaria la història del dogma.

## Comunitat d'Alexandria, Egipte
Durant aquest temps van sorgir figures destacades en defensa de la nova fe cristiana. Entorn de la comunitat d'Alexandria, a Egipte, gran centre cultural del món romà, es va formar una escola en la qual van brillar Climent (150- 215) i el seu deixeble Orígens (185- 254):

## Orígenes
Orígenes va escriure nombroses obres (unes 800) i encara que va incórrer en alguns errors greus, a causa del seu intent d'"explicar" orgànicament totes les dificultats que poguessin presentar-se davant la reflexió de les creences cristianes, en uns moments que el dogma no estava encara fixat per complet, no cap atribuir la seva actitud a afany polèmic o sensacionalista, sinó a un íntim desig d'aprehendre tota la veritat. Aquest afany comú a molts esperits cults de l'època, va dur a polèmiques apassionades. De la passió que s'abocava en els escrits polèmics dels primers segles de l'Església, podran donar idea les següents paraules de Zonaro, referents a la persecució de Decio: "En aquest temps (250) també va ser dut Orígens, com cristià, davant el tribunal dels perseguidors de l'Església, però no va rebre la corona, sens dubte per no considerar-lo digne d'ella Decio, a causa de la impietat dels seus sentiments; i a pesar que va patir turments per la causa de la fe, va perdre el seu rang de confessor. Ja hem dit que havent-li inspirat excessiva vanitat la grandesa del seu saber i la seva eloqüència, en comptes de seguir la doctrina dels antics Pares, va voler inventar una nova; va treure del fals tresor del seu cor execrables blasfèmies contra els sagrats misteris de la Trinitat i de l'Encarnació i va sembrar les llavors de gairebé tots els errors que han aparegut després. Va ensenyar que el Fill únic de l'Etern Pare havia estat creat i que no participava de la glòria i substància divines. Va fer inferior a l'Esperit Sant al Pare i al Fill, assegurant que el Pare no va poder ser vist pel fill, ni el Fill per l'Esperit Sant; de la mateixa manera que no pot ser-lo l'esperit sant pels àngels ni els àngels pels homes. Aquestes van ser les blasfèmies d'Orígens contra la santa i consubstancial trinitat. Pel que es refereix al misteri de l'encarnació, va tenir la impietat de negar que Jesús prengués en el si de la Verge cos animat d'ànima racional: pretenent que el verb estava unit a una ànima abans de la creació del món i que posteriorment es va encarnar amb aquella ànima, prenent un cos desproveït d'ànima intel·ligent i racional. Sosté també que el Senyor va abandonar el seu cos i que el seu regnat ha de concloure. Diu a més que el suplici dels dimonis és temporal i passat aquest se'ls restablirà en la seva primitiva felicitat, imaginant que els homes i els dimonis quedaran justificats dels seus pecats algun dia i que llavors tots es reuniran". (Zonaro, Historia Augusta: Decio)

## Àfrica nord-occidental
Dues grans personalitats de l'Àfrica nord-occidental van ser el prevere Tertulià (160- 245), originari de Cartago, i el seu deixeble el bisbe Sant Ciprià (160- 258), de Cartago també, decapitat en la persecució de Valerià I.

### Tertulià
Tertulià, iniciat en el culte de Mitra de jove, hagué de convertir-se després al cristianisme i després va passar (213) al montanisme, creença considerada llavors heretgia, predicada pel frigi Montà, enemic de l'església jerarquitzada. Tertulià va ser un rigorista extremat.